# Stadion Schnabelholz
El Stadion Schnabelholz también llamado Cashpoint Arena, es un estadio de fútbol ubicado en la ciudad de Altach en Vorarlberg, Austria. En él juega el club SC Rheindorf Altach de la Bundesliga austriaca. Tiene una capacidad de 8900 espectadores, de los cuales 3370 son asientos cubiertos.
Inaugurado oficialmente el 1 de junio de 1990 con el nombre de Schnabelholz. En 1998 se termina de cubrir completamente la tribuna del estadio. En el 2004, con el ascenso a la Erste Liga —segunda categoría del fútbol austriaco—, se construyeron las torres de iluminación. Tras ascender a la Bundesliga se construye el aforo actual de 8900 espectadores, pero al no cumplir con los requisitos mínimos tuvo que poner 3000 asientos a cubierto que eran considerados obligatorios frente a los 2280 existentes. Para financiar dicho proyecto en junio de 2007,  Cashpoint pasa a ser el patrocinador principal, de donde deriva el nombre actual de las instalaciones.  
A partir de la temporada 2015/16, la calefacción del césped es obligatoria en la Bundesliga, por lo que el estadio tuvo que ser ampliado. Aprovechando la instalación de la calefacción se instalan también nuevas torres de iluminación y se renuevan y cubren las dos tribunas de gol.

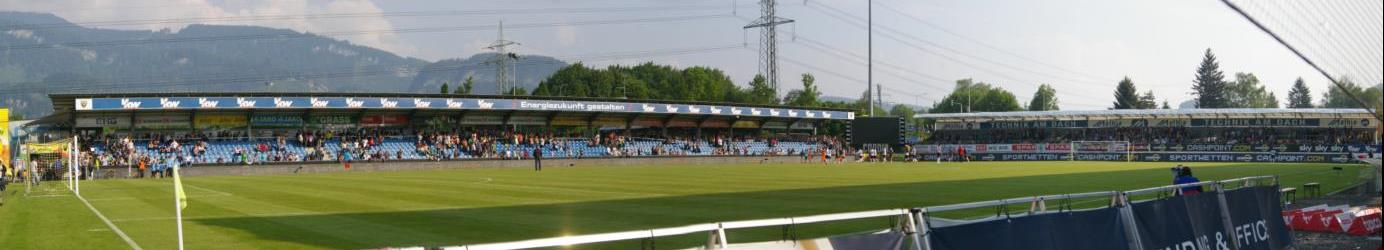
Panorámica del estadio.